# Бойницкий, Виктор Львович
Бойни́цкий Виктор Львович (1893 — ?) — первый заведующий кафедрой «Графика» Саратовского автомобильно-дорожного института (САДИ) (1931), начальник подразделения технической маскировки штаба МПВО Саратова (1941), заведующий кафедрой «Начертательная геометрия, детали машин и грузоподъемных механизмов» САДИ (1942—1946), первый декан строительного факультета САДИ (1947—1949), заместитель директора САДИ по учебной работе (1949).

## Биография
Родился в октябре 1893 года.
Первый заведующий кафедрой «Графика» Саратовского автомобильно-дорожного института (САДИ) (1931) .
С 1933 года исполнял обязанности заведующего кафедрой «Черчение» в САДИ.
С 1938 по 1941 год руководил кафедрой «Начертательная геометрия и черчение» в Саратовском институте механизации сельского хозяйства имени М. И. Калинина. Коллектив кафедры вел учебный процесс по начертательной геометрии, техническому черчению и рисованию на всех факультетах института .
В 1940 году доцент  В. Л. Бойницкий награждён грамотой Главного управления шоссейных дорог НКВД СССР «За образцовую работу в дорожном хозяйстве».
До начала Великой Отечественной войны подготовил диссертацию на тему «Маскировка военных объектов и промышленных объектов оборонного значения». В первые дни войны В. Л. Бойницкого назначают начальником подразделения технической маскировки штаба МПВО Саратова. Под его руководством бригада специалистов подготовила и воплотила в жизнь проекты маскировки важных объектов Саратова (оборонных заводов, нефтебаз, коммуникаций и др.)
Главными целями вражеской авиации в 1942—1943 годах стали авиационный и нефтеперерабатывающий заводы, завод шарикоподшипников, но прежде всего — железнодорожный мост через Волгу. При активном участии В. Л. Бойницкого вокруг города в большом количестве были созданы ложные «объекты» с «ориентирами». Этот отвлекающий вражескую авиацию манёвр помог саратовцам сохранить местные заводы, а разработанные В. Л. Бойницким рекомендации по маскировке легли в основу инструкций, изданных Главным управлением МПВО МВД СССР .
В годы войны В. Л. Бойницкий — член отряда народного ополчения САДИ.
В сентябре 1942 года в результате структурных преобразований в институте была образована объединенная кафедра «Начертательная геометрия, детали машин и грузоподъемных механизмов», которую с 1942 по апрель 1946 года возглавлял В. Л. Бойницкий .
Защитил диссертацию (1943) на соискание ученой степени кандидата технических наук по теме «Построение ложных теней».
В 1947—1949 годах был первым деканом строительного факультета. С 1949 года — заместителем директора САДИ по учебной работе.
С апреля 1950 по 1964 год работал заведующим кафедрой «Графика».
Вместе со студентами и преподавателями САДИ принимал участие в создании кольца зеленых насаждений вокруг Саратова (1953—1954).

## Награды
- Орден «Знак почета»
- медаль «За победу над фашистской Германией в Великой Отечественной войне 1941—1945 гг.»
- медаль «За доблестный труд в Великой Отечественной войне 1941—1945 гг.»

## Память
Имя В. Л. Бойницкого размещено на памятной стеле, входящей в комплекс мемориала «Ученые СГТУ — оборонно-промышленному комплексу страны».
Выпускники 1941 года дорожно-строительного факультета, офицеры и генералы, участники послевоенной реконструкции важнейших автомагистралей СССР в 1980 году в числе других преподавателей с благодарностью вспоминали В. Л. Бойницкого 